# 고도영
고도영(1983년 11월 28일 ~ )은 대한민국의 배우이다.

## 학력
- 성균관대학교 언론정보대학원 대중문화

## 출연작

### 드라마
- 2001년 KBS2 일일시트콤 《쌍둥이네》
- 2002년 SBS 드라마스페셜 《명랑소녀 성공기》
- 2002년 KBS2 일요아침드라마 《언제나 두근두근》 ... 진종희 역
- 2002년 KBS1 일일연속극 《당신 옆이 좋아》
- 2004년 KBS2 수목드라마 《해신》 ... 다복 역
- 2005년 MBC 주말드라마 《사랑찬가》
- 2006년 KBS2 일일시트콤 《웃는 얼굴로 돌아보라》 ... 이도영 역
- 2008년 KBS2 수목드라마 《아빠 셋 엄마 하나》 ... 장주미 역
- 2009년 E채널 공포드라마 《기담전설 - 소름》 ... 수지 역
- 2010년 KBS1 일일연속극 《웃어라 동해야》 ... 정순애 역
- 2011년 KBS2 아침드라마 《두근두근 달콤》 ... 비서 역
- 2012년 KBS2 주말연속극 《넝쿨째 굴러온 당신》... 차윤희의 직장후배 역
- 2013년 KBS2 TV소설 《삼생이》 ... 정윤희 역
- 2014년 KBS2 일일드라마 《천상여자》 ... 윤비서 역
- 2014년 KBS1 일일연속극 《고양이는 있다》 ... 준아 역
- 2015년 KBS1 일일연속극 《가족을 지켜라》
- 2016년 KBS2 TV소설 《내 마음의 꽃비》 ... 방설기 역